# Анхела Агілар
Анжела Агілар Альварес (нар. 8 жовтня 2003; Лос-Анджелес, Каліфорнія) — мексикансько-американська співачка мексиканської регіональної музики.
Вона отримала значне визнання після виконання «La Llorona» на 19-й щорічній латиноамериканській премії Греммі в 2018 році. Вона є онукою El Charro de México, Антоніо Агілар.

## Біографія
Анхела Агілар, дочка Пепе Агілара та Анеліз Альварес-Алькала, народилася в Лос-Анджелесі, Каліфорнія, 8 жовтня 2003 року, коли її батько був у турі.2 Вона має подвійне громадянство Мексики та Сполучених Штатів.
У 2012 році, коли йому було всього дев'ять років, він разом зі своїм братом Леонардо запустив New Tradition. У ньому було чотири пісні у виконанні Леонардо і чотири Анжели.
У 2016 році вона брала участь у фестивалі BBC 100 жінок у Мехіко. У 13 років — вона була наймолодшою артисткою — вона сказала BBC News, що в музичній індустрії переважають чоловіки, і вона сподівається, що це зміниться.
21 травня 2019 року вона була номінована у трьох номінаціях на Youth Awards. Він виконав мелодію пісень разом із співаками маріачі Крістіаном Нодалом і Пайп Буено.
12 листопада 2020 року вона випустила сингл «Tell Me How Do You Want» зі співаком Крістіаном Нодалом, вона стала першою мексиканською виконавицею, яка увійшла до списку Billboard Global 200, отримала семикратний платиновий сертифікат у Сполучених Штатах і діамант у Мексиці.